# ATB (DJ)
André Tanneberger známý jako ATB (* 26. února 1973 Freiberg, Sasko, Východní Německo) je německý hudební producent, DJ, tvořící převážně trance.
Mezi jeho nejslavnější skladby patří 9pm (Your Love), která byla na vrcholu hudebních žebříčků ve Spojeném království v roce 1999. Stopa uvádí rytmickou jazzovou kytaru, která se stala velmi populární. ATB pokračuje ve vývoji tohoto zvuku a mění jej s každým albem. Jeho aktuální styl zahrnuje víc vokálů, s častým použitím klavíru. Two Worlds (2000) je dvou diskové album, kde první disk s názvem The World of Movement je koncipován ve stylu trance, zatímco druhý disk s názvem The Relaxing World je koncipován jako chill-out.
Mezi největší hity patří např. Let U Go, Hold You, Ecstasy a Marrakech. V roce 2005 ATB vydal album Seven Years, kompilaci 20 písní, včetně mnoha největších hitů jako The Summer, Long Way Home, I Don't Wanna Stop a též 6 nových skladeb: Humanity, Let U Go (2005 Reworked), Believe in Me, Trilogie Pt. 2, Take Me Over a Far Beyond. V roce 2007 vydal album Trilogy. Vyšlo jako 2CD, první CD je zaměřeno na trance a druhé (limitované) je směsicí všech žánrů. Z tohoto alba doposud vyšly singly ’’Renegade’’ a ’’Feel Alive’’. Mezi vokalisty spolupracující s ATB patří Roberta Carter Harrison (zpěvačka kanadského dua Wild Strawberries), Heather Nova, Jan Löchel a Tiff Lacey.
André Tanneberger je v manželském svazku s Annou Tanneberger.

## Diskografie

### Alba
- Movin' Melodies (1999)
- Two Worlds (2000)
- Dedicated (2002)
- Addicted to Music (2003)
- No Silence (2004)
- Seven Years: 1998-2005 (2005)
- Trilogy (2007)
- Future Memories (2009)
- Distant Earth (2011)
- Contact (2014)
- neXt (2017)

### Singly
- 9pm (Till I Come) (1998)
- Don't Stop! (1999)
- Killer (1999)
- The Summer (2000)
- The Fields of Love (feat. York) (2000)
- Let U Go (2001)
- Hold You (2001)
- You're Not Alone (2002)
- I Don't Wanna Stop (2003)
- Long Way Home (2003)
- The DJ - In Love With The DJ / Sunset Girl (2003) (Vinyl Single Only)
- Marrakech (2004)
- Ecstasy (2004)
- The DJ 2 - Here With Me / IntenCity (2004) (Vinyl Single Only)
- Believe in Me (2005)
- Humanity (2005)
- Let U Go (2005 Reworked) (2005)
- The DJ 3 - Summer Rain (2006) (Vinyl Single Only)
- Renegade (2007)
- Feel Alive / Desperate Religion (2007)
- Justify (2007) (Vinyl Single Only)
- What About Us / L.A. Nights (2009) (WEB)
- Behind (ATB presents Flanders) (2009)
- 9 PM Reloaded (2010)
- Could You Believe (2010)
- Twisted Love (2011)
- Gold (ATB featuring JanSoon) (2011)
- Move On (ATB featuring JanSoon) (2011)
- Never Give Up (feat. Ramona Nerra) (2012)
- In And Out Of Love (feat. Ramona Nerra) (2012)
- Face To Face (feat. Stanfour) (2014)
- When It Ends It Starts Again (feat. Sean Ryan) (2014)
- Raging Bull (with Boss and Swan) (2014)
- Flash X (2015)
- The Flame (2016)
- Connected (with Andrew Rayel) (2017)
- Message Out To You (feat. Robbin & Jonnis) [with F51] (2017)
- Pages (feat. HALIENE) (2017)
- Never Without You (feat. Sean Ryan) (2017)
- Body 2 Body (feat. Conor Matthews & LAUR) (2018)
- Heartbeat (with Markus Schulz) (2019)

### In The Mix
- The DJ' 1: In The Mix (2003)
- The DJ' 2: In The Mix (2004)
- The DJ' 3: In The Mix (2006)
- The DJ' 4: In The Mix (2007)
- The DJ' 5: In The Mix (2010)
- Sunset Beach DJ Session (2010)
- The DJ' 6: In The Mix (2010)
- Sunset Beach DJ Session 2 (2012)

### DJ Mix
- Fresh Volume 3 (1999) (CD 2)
- Clubber's Guide To… Trance (1999)
- Kontor - Top Of The Clubs Volume 03 (1999) (CD 1)
- Kontor - Top Of The Clubs Volume 04 (1999) (CD 1)
- G.R.O.O.V.E. 2001 (2000)
- Trance Mix USA (2000)
- Trance Nation America Two (2001) (CD 1)
- Kontor - Top Of The Clubs Volume 10 (2002) (CD 1)
- Kontor - Top Of The Clubs Volume 16 (2002) (CD 1)

### DVD
- Addicted To Music DVD (2003)
- Addicted To Music DVD (2003) - Limitovaná verze
- No Silence (2004) - Limitovaná verze
- Seven Years DVD (2005) - Limitovaná verze
- Trilogy DVD (2007) - Limitovaná verze (vyšlo pouze v Polsku)
- Future Memories DVD (2009)

### DJ MAG TOP 100 - umístění
- 2003: 47. místo
- 2004: 13. místo
- 2005: 09. místo
- 2006: 13. místo
- 2007: 26. místo
- 2008: 25. místo
- 2009: 11. místo
- 2010: 11. místo
- 2011: 15. místo
- 2012: 21. místo
- 2013: 33. místo
- 2014: 58. místo
- 2015. 82. místo
- 2016: 61. místo
- 2017: 54. místo
- 2018: 49. místo
- 2019: 39. místo
- 2020: 56. místo
- 2021: 35. místo
- 2022: 42. místo
- 2023: 49. místo
- 2024: 47. místo